# Koncert Live Earth w Johannesburgu
Południowoafrykański koncert serii Live Earth odbył się 7 lipca 2007 roku w Coca Cola Dome w Johannesburgu.

## Wykonawcy
Lista może nie być kompletna.

### Muzycy
- Danny K & The Soweto Gospel Choir - "Something Inside", "Homeless", "Real Man", "Unfrozen" i "Shorty"
- Baaba Maal - "African Woman", "Gorel" i "Mbaye"
- Zola - "Ghetto Scandalous", "Mzion", "Nomhle", "Mdlwembe" i "Don't Cry"
- The Parlotones - "Dragonflies and Astronauts", "Overexposed", "Here Comes a Man" i "Louder Than Bombs"
- Vusi Mahlasela - "Thulamama/Red Song", "When You Go Back" i "River Jordan"
- Angélique Kidjo - "Afrika", "Tumba" i "Gimme Shelter" (duet z Joss Stone)
- Joss Stone - "Girl They Won't Believe It", "Headturner", "Tell Me What We're Gonna Do Now", "Music", "Tell Me 'Bout It" i "Right To Be Wrong"
- UB40 - "Food For Thought", "Who You Fighting For", "One in Ten", "Kingston Town", "Kiss and Say Goodbye", "Red Red Wine", "Higher Ground", "Wear You To The Ball", "Sing Our Own Song", "Johnny To Bad", "Here I Am", "Can't Help Falling in Love" i "Food For Thought"

### Prezenterzy
- Naomi Campbell
- DJ Suga

## Odbiór

### Telewizja
W Polsce transmisja na żywo trwała niemal bez przerwy w TVP Kultura.

### Internet
Portal MSN był w całości odpowiedzialny za przekaz online koncertu.